# Liga Espanhola de Basquetebol (LEB Plata)
A Liga Espanhola de Basquetebol (LEB Plata) é uma competição de basquetebol organizada pela Federação Espanhola de Basquetebol desde a Temporada 2000-2001. No inicio seu nome era LEB 2 e está no terceiro nível do basquete espanhol atrás da Liga ACB e a LEB Ouro.
Como na Liga ACB as equipes podem jogar com no máximo dois jogadores estrangeiros "não-comunitários" e são promovidos para a LEB Ouro a melhor equipe da Temporada Regular e o vencedor dos Playoffs finais (disputados entre o 2º e o 9º lugares) desde que respeitados os critérios exigidos pela LEB Oro. São rebaixados os dois piores na Temporada Regular(14º e 15º lugares)

## LEB Plata Histórico de Finalistas
- Entre 2000 e 2007 a liga era conhecida como LEB 2. As duas equipes que ganhavam o direito de serem promovidos eram os vencedores do Playoff. A Partir da Temporada 2007-08 passa a vigorar o atual modelo onde o campeão da Temporada Regular e o campeão dos Playoffs conquista a promoção.

| Temporada | Campeão                                      | Vice Campeão                            | MVP                                     |
| --------- | -------------------------------------------- | --------------------------------------- | --------------------------------------- |
| 2000–01   | Llobregat Centre Cornellà                    | CD Universidad Complutense              | Rahshon Turner                          |
| 2001–02   | Bilbao Basket Berri                          | Club Baloncesto Tarragona               | Melvin Simon                            |
| 2002–03   | CB Aracena                                   | CBC Algeciras Cepsa                     | John Schuck                             |
| 2003–04   | Valls Félix Hotel                            | Calpe Aguas de Calpe                    | Shalawn Miller                          |
| 2004–05   | CB L'Hospitalet                              | Alcúdia-Aracena                         | Thomas Terrell                          |
| 2005–06   | Autocid Ford Burgos                          | Aguas de Valencia Gandía                | Brett Beeson                            |
| 2006–07   | Beirasar Rosalía                             | Ciudad de La Laguna Canarias            | Jason Blair                             |
| 2007–08   | Akasvayu Vic                                 | Illescas Urban CLM                      | Stevie Johnson                          |
| 2008–09   | Faymasa Palencia                             | WTC Almeda Park Cornellà                | Robert Joseph                           |
| 2009–10   | Fundación Adepal Alcázar                     | Lobe Huesca                             | Ronald Thompson                         |
| 2010–11   | Knet Rioja                                   | Iberostar Mallorca Bàsquet              | Ian O'Leary                             |
| 2011–12   | River Andorra                                | Aguas de Sousas Ourense                 | Marko Todorović                         |
| 2012–13   | Unión Financiera Asturiana Oviedo Baloncesto | Palma Air Europa                        | Will Hanley                             |
| 2013–14   | Fundación Baloncesto Fuenlabrada             | CB Prat                                 | Ola Atoyebi                             |
| 2014-15   | Cáceres Ciudad del Baloncesto                | Amics del Bàsquet Castelló              | Nick Washburn                           |
| 2015-16   | Club Baloncesto Peixefresco                  | Araberri Basket Club                    | Javonte Green                           |
| 2016-17   | Sammic ISB                                   | Comercial Ulsa CBC Valladolid           | Sergio de la Fuente                     |
| 2017-18   | Covirán Granada                              | Real Canoe NC                           |                                         |
| 2018-19   | HLA Alicante                                 | CB Almansa e Marín Ence Peixe Galego    | Jordi Trias                             |
| 2019-20   | Cancelado devido à Pandemia de COVID 19      | Cancelado devido à Pandemia de COVID 19 | Cancelado devido à Pandemia de COVID 19 |
| 2020-21   | Juaristi ISB                                 | Barça B e CP Prat                       |                                         |

## Copa LEB Plata
A Copa LEB Plata é um torneio realizado desde 2001.
Nas primeiras edições, os três melhores times na metade da Temporada regular e mais um clube organizador jogavam a Copa LEB Plata em formato de Final Four. Desde 2009, a Copa LEB Plata é disputada entre os dois melhores times na primeira metade da Temporada Regular, sediado na casa do melhor classificado. O Campeão da Copa LEB Plata será o primeiro nos playoffs se ele finalizar entre o segundo e quinto lugares.
| Ano  | Sede                   | Campeão                      | Vice Campeão                    | Placar | MVP             |
| ---- | ---------------------- | ---------------------------- | ------------------------------- | ------ | --------------- |
| 2001 | Algeciras              | Club Básquet Tarragona       | CB Cornellà                     | 84–82  | Salva Camps     |
| 2002 | Bilbao                 | Bilbao Basket                | Club Básquet Tarragona          | 84–74  | Lucho Fernández |
| 2003 | Plasencia              | CB Aracena                   | CB Plasencia                    | 80–71  | DeCarlo Deveaux |
| 2004 | Logroño                | Club Baloncesto Clavijo      | CI Rosalía de Castro            | 77–75  | Manu Coego      |
| 2005 | Gandía                 | Club Baloncesto Atapuerca    | Gandía Bàsquet                  | 98–78  | Tony Smith      |
| 2006 | Pontevedra             | CB Atapuerca                 | Peñas Huesca                    | 88–78  | Diego Guaita    |
| 2007 | Santiago de Compostela | Club Ourense Baloncesto      | Club Baloncesto Canarias        | 90–89  | Sony Vázquez    |
| 2008 | Palencia               | CB Vic                       | CB Illescas                     | 66–64  | Eulis Báez      |
| 2009 | Palencia               | Palencia Baloncesto          | CB L'Hospitalet                 | 69–65  | Carles Bravo    |
| 2010 | Huesca                 | Club Baloncesto Peñas Huesca | CD Huelva Baloncesto            | 89–67  | Stevie Johnson  |
| 2011 | Logroño                | Club Baloncesto Clavijo      | BC Andorra                      | 79–72  | Sidão Santana   |
| 2012 | Andorra-a-Velha        | Araberri BC                  | BC Andorra                      | 82–74  | Alberto Ausina  |
| 2013 | Guadalajara            | CEBA Guadalajara             | Oviedo Baloncesto               | 78–71  | Sergio Llorente |
| 2014 | Fuenlabrada            | CB Prat                      | Baloncesto Fuenlabrada B        | 83–79  | Sergio Pérez    |
| 2015 | Castellón de la Plana  | AB Castelló                  | CEBA Guadalajara                | 88–73  | Nick Washburn   |
| 2016 | Ávila                  | Marín Ence Peixegalego       | Carrefour 'El Bulevar' de Ávila | 76-66  | Antonio Pantín  |
| 2017 | Granada                | Covirán Granada              | HLA Lucentum                    | 80-74  |                 |
| 2018 | Alicante               | Real Canoe NC                | HLA Lucentum                    | 74-62  |                 |